# Vincent Huby
Pour les articles homonymes, voir Huby.
Vincent Huby, né à Hennebont, en Bretagne (France) le 15 mai 1608 et décédé à Vannes (France) le 22 mai 1693, est un prêtre jésuite français, prédicateur, écrivain spirituel et mystique.

## Jeunesse et formation
Treizième et dernier enfant de Jacques Huby, « sénéchal des fiefs de Léon et de Plouhinec », et de Marguerite Le Flô qui appartenait à une famille de magistrats, Vincent Huby étudie à partir de 1622 au collège de Rennes. Il y est l'élève en classe d'humanités de Jean Rigoleuc et le condisciple de Julien Maunoir. Dès la fin de sa classe de rhétorique, il veut entrer dans la Compagnie de Jésus, mais son père l'envoie à Paris pour faire son cours de philosophie dans un des collèges de l'université. Il obtient de Pierre Coton, provincial des jésuites de France, son admission au noviciat de Saint-Germain de Paris dès Noël 1625 où il retrouve Julien Maunoir. 
Après quelques mois d'études littéraires à Rennes (1628) et trois ans de philosophie au collège de La Flèche (1628-1631), il est envoyé enseigner au collège de Vannes que la Compagnie de Jésus vient de prendre en charge où il retrouve François Guilloré. Il fait ensuite ses études de théologie à Paris, au collège de Clermont (1635-1639) avant de revenir à Vannes comme professeur de rhétorique, puis préfet des études (1639-1641). 

## Ministère apostolique
Après son Troisième an à Rouen, Vincent Huby est nommé au collège d'Orléans comme préfet des études (1642-1645), puis ministre (1645-1646). En compagnie de Rigoleuc, il prêche des missions populaires qui ne semblent pas avoir eu grand succès.  
En 1646, il est de retour à Vannes comme père spirituel et prédicateur. Il participe avec Julien Maunoir aux missions d'évangélisation de Basse-Bretagne de 1646 à 1649. 
Recteur du collège jésuite de Quimper du début de 1650 à novembre 1654, sa sereine obstination lui permet de surmonter de sérieuses difficultés administratives et financières. Il défend à la même époque le Père Maunoir contesté à propos de la voyante quimpéroise Catherine Danielou. C'est pendant son séjour à Quimper qu'il promeut une nouvelle dévotion, celle de l'Adoration perpétuelle du Saint-Sacrement qui eut lieu pour la première fois dans la cathédrale de Quimper en septembre 1651. La dévotion s'étendit rapidement dans toute la France, puis au-delà des frontières « jusque dans les Indes ».
Plus tard, en 1663, il fonde à Vannes le premier centre spirituel ignatien ou, comme on le disait alors, la première Maison de retraite, c'est-à-dire une maison exclusivement réservée à la pratique des 'Exercices spirituels' dans l'esprit d'Ignace de Loyola et des Missions bretonnes. Jusqu'alors, les 'Exercices spirituels' étaient périodiquement donnés dans les collèges jésuites ou communautés religieuses, mais non pas dans un établissement spécialement destiné à cette activité, et ouvert à tous, religieux et laïcs. 
Pour rendre possible aux femmes de son temps l'expérience des 'Exercices' d'Ignace de Loyola déjà accessibles pour les hommes, il encourage Catherine de Francheville (1620-1689) à fonder en 1675 une Maison de Retraite spirituelle à Vannes pour les femmes (à cette époque en effet, il n'était pas concevable que se réunissent sous un même toit un groupe d'hommes et un groupe de femmes). Il incite Claude Thérèse de Kerméno (1625-1693) à fonder de la même façon en 1678 la Retraite de Quimper pour les femmes.
C'est à lui (et non à dom Michel Le Nobletz ou au Père Maunoir, comme on le croit trop souvent) qu'est due l'invention de la série classique des douze images symboliques appelées « images morales » ou taolennou, autrefois utilisées pour les retraites fermées et les missions paroissiales (jusqu'au milieu du 20e siècle en Basse-Bretagne).
Mystique, il fut l'un des grands auteurs spirituels français du XVIIe siècle. Il fut un des inspirateurs, avec saint Jean Eudes (1601-1680) et sainte Marguerite-Marie Alacoque (1647-1690), de la dévotion au Sacré-Cœur de Jésus. Il fut également l'auteur de nombreux ouvrages de spiritualité qui furent traduits de son vivant en italien, anglais, et allemand, et furent réédités jusqu'au début du XXe siècle.

## Écrits
Parmi les nombreux ouvrages écrits par Vincent Huby, les plus connus sont :
- Pratique de l'amour de Dieu et de Notre Seigneur Jésus-Christ, Paris, Michallet, 1672,
- Traité de la retraite, Vannes, Jean Galles, 1681; réédition H. Watrigant, Collection de la Bibliothèque des Exercices de Saint Ignace no 63, 1920,
- Méditations sur l'amour de Dieu (1690), réédition Vannes, Le Sieur, 1696,
- Motifs journaliers d'aimer Dieu, Vannes, Guillaume Le Sieur, 1693.

Auteur prolifique, il laissa des manuscrits qui furent publiés après sa mort : 
- Maximes spirituelles, et Règles de perfections (publiés par Champion dans La Vie des fondateurs des maisons de retraites, Nantes, Mareschal, 1698) ;
- un volume d'Œuvres spirituelles (Paris, Gabriel-Charles Berton, 1755).